# 立山インターチェンジ
立山インターチェンジ（たてやまインターチェンジ）は、富山県中新川郡立山町辻にある北陸自動車道のインターチェンジである。
2023年（令和5年）8月31日より料金所がETC専用になっている。

## 歴史
- 1980年（昭和55年）12月19日 - 供用開始[1]。
- 1991年（平成3年）3月 - 緑化事業が完了[6]。
- 2023年（令和5年）8月31日 - 同日0時から、料金所がETC専用となった[5]。

## 道路
- E8 北陸自動車道（23番）
- 接続する道路：富山県道3号富山立山魚津線[3]

## 料金所
- ブース数：5

### 入口
- ブース数：2
  - ETC専用：1
  - ETC・サポート：1

### 出口
- ブース数：3
  - ETC専用：1
  - サポート：2

## 周辺
- アルビス立山インター店
- 池田模範堂本社
- ささら屋（日の出屋製菓産業）立山工場
- 富山地方鉄道立山線稚子塚駅
- 立山町立立山北部小学校

## 隣
E8 北陸自動車道
(22)富山IC - (22-1)流杉PA/スマートIC - (23)立山IC - (23-1)上市スマートIC - (24)滑川IC